# Niki Merimaa

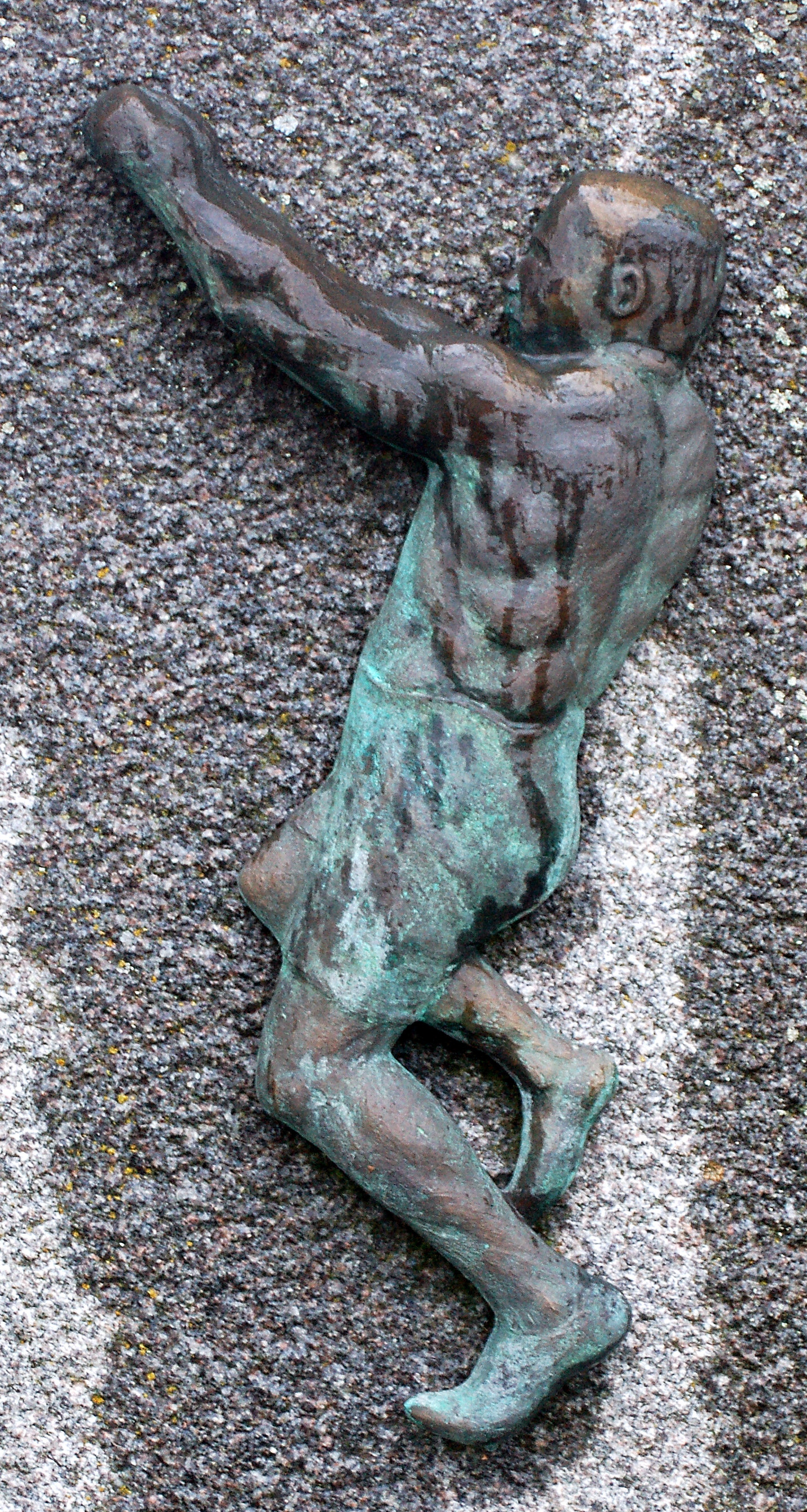
Släggkastaren Massa Lind av Niki Merimaa placerat på Tingvalla IP.

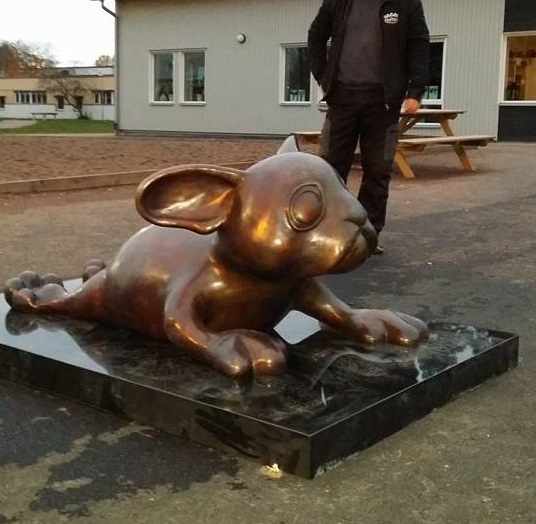
Bronsskulptur, titel " Är inte alltid mä" utanför Dejeskolan.

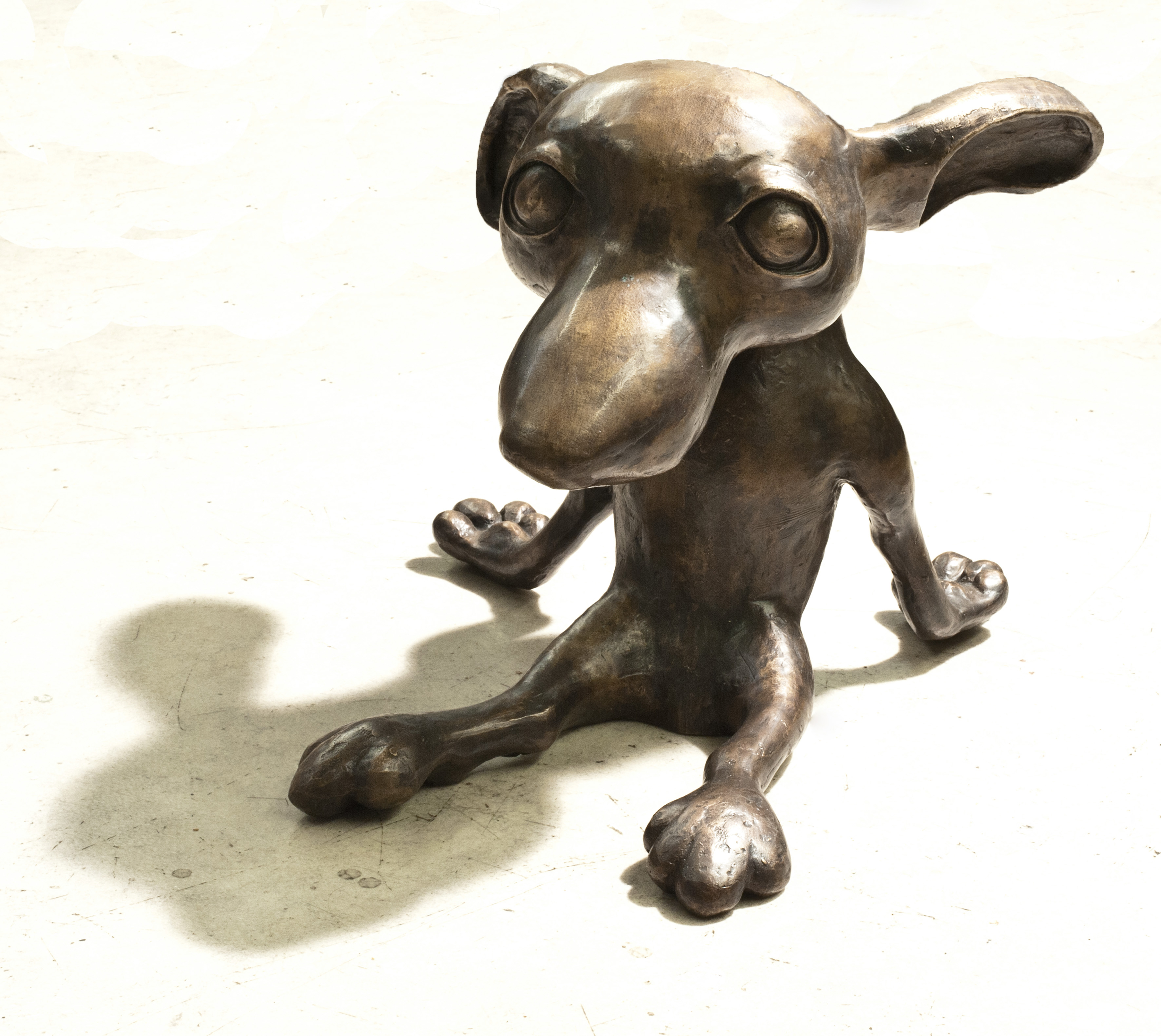
Titel "En slapp en". Placering museiparken i Karlstad.

Niki Merimaa, född 13 januari 1977 i Norrstrands församling i Karlstad, död 1 november 2021 i Karlstad, var en svensk skulptör och lärare.
Merimaa studerade vid Kyrkeruds folkhögskolas bild- och formlinje 1997–1999, Ålsta folkhögskolas konst- och designlinje 1999–2001, Bronsgjutarkurs 2002, KKV Bildämnets didaktik vid Universitet i Karlstad 2004 och Högskolan i Falun med en gymnasielärarexamen i bild och rörlig media 2005–2009.
Han har tilldelats Karlstads Arbetarkommuns Kulturstipendium. Bland hans offentliga arbeten märks Seniorernas hus, museets park och Tingvalla IP i Karlstad, alla i brons. Dejeskolan, bronsskulptur utanför stora entrén. Forshaga centrum, mellan bostadshusen Svanen.
Hans konst består huvudsakligen av bronsskulpturer av olika hundraser. Hur många han har producerat genom åren hade han ingen aning om. Han började även modellera olika kattraser. Vid starten skötte han allt från modellering till gjutning själv men lät senare gjuta sina skulpturer i Kina, där han också modellerat de större på plats.
Merimaa är representerad vid Värmlands Museum, Kristinehamns konstmuseum, Karlstads kommun, Landstinget i Värmland, Hammarö, Forshaga, Peking i Kina och Stockholms stad.